# Zvolen (huyện)
Zvolen (okres Zvolen) là một huyện nằm tại vùng Banská Bystrica, thuộc miền trung Slovakia. Cho đến năm 1918, hầu hết các phần của huyện ngày nay thuộc về hạt Zvolen, ngoại trừ phần phía tây nam thuộc hạt Gömör és Kishont, Vương quốc Hungary.

## Dân số
| Năm            | 1994   | 2004   | 2014   | 2024   |
| -------------- | ------ | ------ | ------ | ------ |
| Số lượng người | 67.753 | 67.678 | 69.009 | 65.370 |
| Sự khác biệt   |        | −0,11% | +1,96% | −5,27% |

| Năm            | 2023   | 2024   |
| -------------- | ------ | ------ |
| Số lượng người | 65.578 | 65.370 |
| Sự khác biệt   |        | −0,31% |

## Đô thị
Huyện bao gồm 26 đô thị, trong đó có 2 thị trấn.
- Babiná
- Bacúrov
- Breziny
- Budča
- Bzovská Lehôtka
- Dobrá Niva
- Dubové
- Hronská Breznica
- Kováčová
- Lešť
- Lieskovec
- Lukavica
- Michalková
- Očová
- Ostrá Lúka
- Pliešovce
- Podzámčok
- Sása
- Sielnica
- Sliač
- Tŕnie
- Turová
- Veľká Lúka
- Zvolen
- Zvolenská Slatina
- Železná Breznica